# Xã Neuchatel, Quận Nemaha, Kansas
Xã Neuchatel (tiếng Anh: Neuchatel Township) là một xã thuộc quận Nemaha, tiểu bang Kansas, Hoa Kỳ. Năm 2010, dân số của xã này là 105 người.